# Lista de reitores da Universidade do Estado do Rio de Janeiro
Esta é a lista dos reitores da Universidade do Estado do Rio de Janeiro (Uerj), fundada em 1950 como "Universidade do Distrito Federal", a partir da fusão de quatros instituições: Faculdade de Ciências Econômicas do Rio de Janeiro, Faculdade de Direito do Rio de Janeiro, Faculdade de Filosofia do Instituto La-Fayette e Faculdade de Ciências Médicas.

## Reitores
| Nº | Foto | Nome                               | Unidade                                   | Início | Fim   |
| -- | ---- | ---------------------------------- | ----------------------------------------- | ------ | ----- |
| 1  |      | Rolando Monteiro                   | Faculdade de Ciências Médicas             | 1952   | 1953  |
| 2  |      | Odilon de Andrade                  | Faculdade de Direito                      | 1953   | 1954  |
| 3  |      | Antônio dos Santos Jacintho Guedes | Escola de Filosofia e Letras              | 1954   | 1955  |
| 4  |      | Álvaro Cumplido                    | Faculdade de Ciências Médicas             | 1955   | 1957  |
| 5  |      | Thomaz da Rocha Lagoa              | Faculdade de Ciências Médicas             | 1957   | 1960  |
| 6  |      | Haroldo Lisboa da Cunha            | Instituto de Matemática e Estatística     | 1960   | 1967  |
| 7  |      | João Lyra Filho                    | Faculdade de Direito                      | 1967   | 1972  |
| 8  |      | Oscar Accioly Tenório              | Faculdade de Direito                      | 1972   | 1976  |
| 9  |      | Caio Tácito                        | Faculdade de Direito                      | 1976   | 1980  |
| 10 |      | Ney Cidade Palmeiro                | Faculdade de Filosofia, Ciências e Letras | 1980   | 1981  |
| 11 |      | João Salim Miguel                  | Instituto de Física                       | 1981   | 1984  |
| 12 |      | Charley Fayal de Lyra              | Faculdade de Odontologia                  | 1984   | 1988  |
| 13 |      | Ivo Barbieri                       | Instituto de Letras                       | 1988   | 1992  |
| 14 |      | Hésio de Albuquerque Cordeiro      | Instituto de Medicina Social              | 1992   | 1996  |
| 15 |      | Antonio Celso Pereira              | Faculdade de Direito                      | 1996   | 2000  |
| 16 |      | Nilcea Freire                      | Faculdade de Ciências Médicas             | 2000   | 2004  |
| 17 |      | Nival Nunes de Almeida             | Faculdade de Engenharia                   | 2004   | 2008  |
| 18 |      | Ricardo Vieiralves de Castro       | Faculdade de Comunicação Social           | 2008   | 2015  |
| 19 |      | Ruy Garcia Marques                 | Hospital Universitário Pedro Ernesto      | 2016   | 2019  |
| 20 |      | Ricardo Lodi                       | Faculdade de Direito                      | 2020   | 2022  |
| 21 |      | Mario Sergio Alves Carneiro        | Faculdade de Odontologia                  | 2022   | 2023  |
| 22 |      | Gulnar Azevedo e Silva             | Instituto de Medicina Social              | 2024   | atual |